# ウィリアム・ハーバート (第3代ペンブルック伯爵)
第3代ペンブルック伯爵ウィリアム・ハーバート（英語: William Herbert, 3rd Earl of Pembroke, KG, 1580年4月8日 - 1630年4月10日）は、イングランドの貴族。

## 経歴

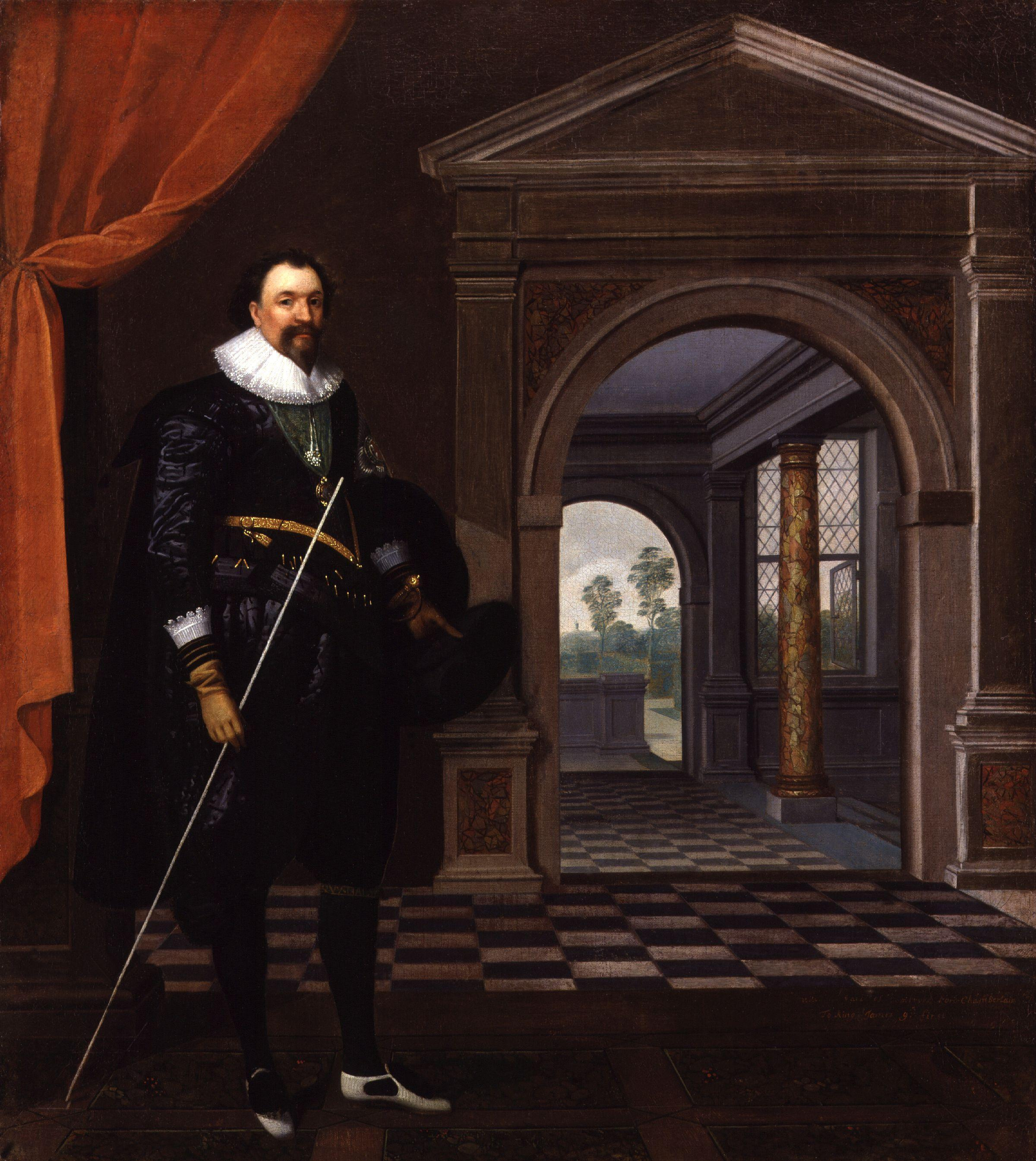
第3代ペンブルック伯の肖像画（ダニエル・マイテンス画）

1580年4月8日に第2代ペンブルック伯爵ヘンリー・ハーバートとその妻でヘンリー・シドニーの娘メアリー・シドニーの間の長男として生まれる。母方の伯父にフィリップ・シドニー、弟に第4代ペンブルック伯爵となるフィリップ・ハーバートがいる。
1601年の父の死で爵位とウィルトシャーの領地を相続したが、愛人メアリー・フィットンが庶子を死産したことがエリザベス1世の怒りに触れ、ペンブルック伯は投獄された上大陸へ追放、女王が死ぬまで許されなかった。
ジェームズ1世に代替わりすると一転して厚遇されスズ鉱山裁判所長官・コーンウォール知事（在職：1604年 - 1630年）、宮内長官（在職：1615年 - 1625年）、軍務伯委員会委員（在職：1616年 - 1621年）、サマセット知事・ウィルトシャー知事（在職：1621年 - 1630年）、王室家政長官（在職：1626年 - 1630年）等の官職を歴任した。1616年から1630年にかけてはオックスフォード大学学長を務めた。1618年から1630年にかけてフリーメイソンのグランドマスターを務めた。
庭園造営の趣味があり、ウィルトシャー・ソールズベリーのウィルトン・ハウスにイニゴー・ジョーンズの弟子アイザック・ド・コーズが庭園を造営、詩人ジョン・テイラーが訪れて称賛した庭園は後の世代に引き継がれた。また学芸庇護者として名高くベン・ジョンソンらを庇護、ジョン・オーブリーから当代随一の学芸庇護者と絶賛された。ジェームズ1世からも気に入られ、国王は1620年と1623年にウィルトンを行幸している。
1623年、ウィリアム・シェイクスピアの作品集『ファースト・フォリオ』を編集したジョン・ヘミングスとヘンリー・コンデルから献呈され、弟フィリップ共々「世に並ぶものなき兄弟」と称えられた。一方、『ソネット集』で言及される「W・H氏」に擬せられ、愛人メアリー・フィットンも同じソネット集に登場する黒い肌の女性ではないかとされている。
ステュアート朝初期の宮廷において国王秘書長官ラルフ・ウィンウッドとともに強硬なプロテスタントとして知られ、カトリックの初代サフォーク伯トマス・ハワードらと鋭く対立した。特にサフォーク伯らが親スペイン政策を唱えることに警戒感を持っていた。その対抗としてジョージ・ヴィリアーズ（後の初代バッキンガム公）を国王側近として出世させ、サフォーク伯らカトリックを国王から遠ざけさせた。
1630年4月10日に死去。子が無かったため爵位は弟のフィリップが継承した。

## 栄典

### 爵位
1601年1月19日に父の死により以下の爵位を継承した。
- 第3代ペンブルック伯爵 (3rd Earl of Pembroke)

(1551年10月11日創設イングランド貴族爵位)
- グラモーガン州におけるカーディフのカーディフの第3代ハーバート男爵 (3rd Baron Herbert of Cardiff, of Cardiff in the County of Glamorgan)

(1551年10月10日創設イングランド貴族爵位)

### 勲章
- 1603年、ガーター騎士団(勲章)ナイト(KG)[4]

## 家族
1604年に第7代シュルーズベリー伯爵ギルバート・タルボットの娘メアリー・ハーバートと結婚したが、子供はなかった。